# Enzo Muzii
Enzo Muzii (* 13. Januar 1926 in Asmara, Eritrea; † 2. Februar 2014 in Velletri) war ein italienischer Filmregisseur, Schriftsteller und Fotograf.

## Leben
Muzii schloss in Rechtswissenschaften ab und widmete sich ab 1949 zunächst einer Aufgabe als Journalist; unter anderem schrieb er Kinokritiken für die römische Redaktion von L’Unità. 1961 und im Folgejahr arbeitete er als Drehbuchautor und als Regisseur für zwei Gemeinschaftsfilme zusammen mit Cesare Zavattini. Über sein 1963 begonnenes Wirken als professioneller Fotograf erschien bereits 1967 ein ausgezeichnetes Porträt, Visto e perso. 1968 kehrte Muzii für Come l'amore, der mit dem Silbernen Bären der Filmfestspiele Berlin ausgezeichnet wurde, auf den Regiestuhl zurück; im Jahr darauf drehte er ein an Michelangelo Antonionis Stil erinnerndes Werk, das seine Erfahrungen als Fotograf verarbeitete: Una macchia rosa. Ab Mitte der 1970er Jahre arbeitete er ausschließlich für das Fernsehen; es entstanden eine Reihe von Filmen der Serie Alle origine della Mafia, der die Geschichte der Organisation von 1556 bis 1876 zeichnete, und anspruchsvolle Verfilmungen eigener Drehbücher.
1990 erschien seine Erzählung Punto di non ritorno; es folgten Silenzio, si vive (2003), Fuori dai giochi (2005) und Il tempo parlerà (2006).

## Filmografie (Auswahl)
- 1962: I misteri di Roma (Gemeinschaftsfilm)
- 1968: Come l'amore
- 1969: Una macchia rosa
- 1976: An den Quellen der Mafia (Alle origine della Mafia) (Fernseh-Mehrteiler)

## Buchveröffentlichungen (Auswahl)
- 1968: Sehen und sichtbar machen. Berlin: Henssel Verlag (Auswahhliste „Die schönsten deutschen Bücher“).